# Бруцеллёз
Бруцеллёз (лат. brucellosis) — зоонозная инфекция, передающаяся от больных животных человеку, которая характеризуется множественным поражением органов и систем организма человека. Бактерий, вызывающих эту болезнь, обнаружил в 1886 году английский учёный Дэвид Брюс. В его честь их назвали бруцеллами, а заболевание — бруцеллёзом. К инфекции восприимчивы все виды домашних животных.

## Причины
Патогенными для человека являются три представителя рода бруцелл: возбудитель бруцеллёза мелкого рогатого скота (Brucella melitensis), возбудитель бруцеллёза крупного рогатого скота (Brucella abortus) и возбудитель бруцеллёза свиней (Brucella suis). Есть описанные случаи заболевания бруцеллезом после контакта с штаммами Brucella canis.(эти случаи считаются редкими). Бруцеллы очень мелкие, неподвижные, не образуют спор, но при определённых условиях могут образовывать капсулу. Характерен полиморфизм микробных клеток — в одном препарате можно встретить кокковые, овоидные и палочковидные формы. Они легко окрашиваются всеми анилиновыми красителями, грамотрицательны.

## Этиология
Бруцеллы растут на обычных питательных средах, преимущественно на печёночном агаре, на средах с добавлением глюкозы и глицерина. Способны паразитировать внутриклеточно. Известно 6 типов возбудителей бруцеллёза и 17 биоваров. Главный источник опасных для человека бруцелл — козы, овцы (Br. melitensis), коровы (Br. abortus bovis), свиньи (Br. abortus suis) и собаки (Br. canis), выделяющие возбудителя с молоком, мочой, околоплодными водами. Переносчиками являются жигалка осенняя, клещи. Заражение человека происходит при непосредственном контакте с животными-носителями, укусе насекомых, при употреблении в пищу заражённых продуктов — сырого молока, сыра, изготовленного из непастеризованного молока. Возможна передача от человека к человеку.
Иногда бруцеллы обнаруживаются у нетипичных хозяев: так, B. melitensis обнаружена даже у сома Clarias gariepinus; другие бруцеллы найдены у лягушек и скатов. Существование бруцеллёза у птиц дискуссионно. Антитела к бруцеллам (но не самих бруцелл) находили у кур, уток, голубей и других птиц в Азии и Африке. Однажды бруцеллы были обнаружены у дроздовидной камышовки. Экспериментальное заражение бруцеллами B. abortus куриных эмбрионов привело к быстрому развитию болезни и гибели. У однодневных цыплят заболевание вызывает B. melitensis, но не B. abortus; у несушек B. melitensis вызывает лишь небольшое снижение яйценоскости. Бруцеллы могут содержаться в яйцах, внутренних органах и помёте птиц. Бруцелла также была выделена у морских млекопитающих, таких как китообразные (дельфины и морские свиньи), ластоногие (тюлени, морские львы и моржи), а также у рыб, амфибий и рептилий.

## Устойчивость
Во внешней среде бруцеллы остаются жизнеспособными довольно длительное время: в почве — до 100 и более дней, в пыли — до 44 дней, в воде — от 6 до 150 дней, в засоленном мясе — от 80 до 100 дней. При низкой температуре воздуха бруцеллы не теряют жизнеспособности до 160 дней и более. В сухой среде погибают в течение 1 часа при температуре 90—95 °C, во влажной среде при температуре 55 °C — за 1 час, 60 °C — за 30 минут. Кипячение убивает бруцелл моментально.

## Патогенез
Ворота — микротравмы кожи, слизистой оболочки органов пищеварения и респираторного тракта. На месте ворот и в лимфатических путях регионарных лимфоузлов изменений нет. Лимфаденопатия генерализована, что свидетельствует о гематогенной диссеминации микробов. Размножение и накопление в лимфоузлах, периодически в крови. Выраженная аллергическая перестройка организма, резко выраженная гиперчувствительность замедленного типа сохраняется длительное время после очищения организма от возбудителя. Бруцеллёз склонен к хроническому течению. Формируется иммунитет, но не длительный (через 3—5 лет возможна реинфекция). На проявления существенно влияет и вид бруцелл. Наиболее тяжёлое течение бруцеллёза вызывает мелитенсис.

## Патологическая анатомия
При исследовании под микроскопом поражённых бруцеллёзом органов и тканей видны характерные гранулёмы, очень похожие на туберкулёзные, но редко подвергающиеся казеозному некрозу. Исключение составляет инфекция B. suis, при которой часто наблюдаются абсцессы.
У больных бруцеллёзом быков, баранов, хряков обнаруживают гнойно-некротические орхиты и эпидидимиты. При разрезе увеличенных семенников видны очаги некроза и гнойники.

## Клиническая картина
Инкубационный период составляет от 5 дней до 4 месяцев, в среднем 2 недели. Заболевание развивается, как правило, постепенно и не имеет специфических черт. Но больные обычно предъявляют четыре основные жалобы:
- перемещающаяся боль в суставах, преимущественно в нижних конечностях, иногда весьма сильная и мучительная, повышение температуры тела в виде длительного субфебрилитета (до 38 °C), с гектическим или ремитирующим типом лихорадочной кривой, в зависимости от штамма, объема инвазии бруцелл и иммунного статуса человека, патогномоничным симптомом для бруцеллеза считается отсутствие жалоб, ассоциированных с лихорадочно-интоксикационным синдромом (головная боль, утомляемость, спутанность сознания и тд.)[9]

Системные поражения многообразны и затрагивают практически все органы. Встречаются:
- Опорно-двигательный аппарат

септический моноартрит, асимметричный полиартрит коленного, тазобедренного, плечевого, сакроилиального и грудиноключичного соединений, остеомиелит позвоночника, миалгия.
- Сердце

эндокардит, миокардит, перикардит, абсцесс корня аорты, тромбофлебит, причём эндокардит может развиться и на неизменённых ранее клапанах.
- Дыхательная система

бронхит и пневмония.
- Пищеварительная система

безжелтушный гепатит, анорексия и потеря веса.
- Мочеполовая система

эпидидимит, орхит, простатит, тубоовариальный абсцесс, сальпингит, цервицит, острый пиелонефрит.
- Центральная нервная система

менингит, энцефалит, менингоэнцефалит, миелит, церебральные абсцессы, синдром Гийена — Барре, атрофия зрительного нерва, поражение III, IV и VI пар.
- Лимфатические узлы, селезёнка

лимфаденит, увеличение селезёнки.
- Глаза

кератит, язвы роговицы, увеит, эндофтальмит.
Примерная частота данных анамнеза и некоторых симптомов/жалоб у больных бруцеллёзом (в %)
| Анамнез                                   | % больных |
| ----------------------------------------- | --------- |
| Контакт с животными                       | 74        |
| Употребление в пищу свежего молока и сыра | 70        |
| Употребление в пищу сырой печени          | 29        |
| Семейный анамнез бруцеллёза               | 38        |
| Симптом/жалоба                            | % больных |
| Температура                               | 93        |
| Озноб, чувство холода                     | 82        |
| Потливость                                | 87        |
| Разлитые боли                             | 91        |
| Упадок сил, слабость                      | 95        |
| Боли в спине и связках                    | 86        |
| Артрит                                    | 40        |
| Головная боль                             | 81        |
| Потеря аппетита                           | 78        |
| Потеря веса                               | 65        |
| Запор                                     | 47        |

| Симптом/жалоба            | % больных |
| ------------------------- | --------- |
| Боли в животе             | 45        |
| Диарея                    | 7         |
| Кашель                    | 24        |
| Эпидидимит/орхит          | 21        |
| Сыпь на коже              | 14        |
| Нарушение сна             | 37        |
| Болезненный внешний вид   | 25        |
| Бледность                 | 22        |
| Лимфаденопатия            | 32        |
| Спленомегалия             | 25        |
| Гепатомегалия             | 19        |
| Желтуха                   | 1         |
| Нарушение функции ЦНС     | 4         |
| Шум в сердце (эндокардит) | 3         |
| Пневмония                 | 1         |

Н. И. Рагоза выделяет 4 фазы: фазу компенсированной инфекции (первично-латентная), фазу острого сепсиса без местных поражений (декомпенсация), фазу подострого или хронического рецидивирующего заболевания с образованием местных поражений (декомпенсация или субкомпенсация) и фазу восстановления компенсации с остаточными явлениями или без них.
Клинические формы бруцеллёза:
1. Первично-латентная;
2. Остросептическая;
3. Первично-хроническая метастатическая;
4. Вторично-хроническая метастатическая;
5. Вторично-латентная.

Первично-латентная — состояние практического здоровья. При ослаблении защитных сил она может превратиться или в остросептическую, или в первично-хроническую метастатическую форму. Иногда микросимптомы: небольшого увеличения периферических лимфатических узлов, иногда повышается температура тела до субфебрильной, повышенная потливость при физическом напряжении. Они считают себя здоровыми и сохраняют работоспособность.
Остросептическая форма характеризуется лихорадкой (39—40 °С), температурная кривая волнообразная, неправильного (септического) типа с большими суточными размахами, повторными ознобами и потами. Самочувствие остаётся хорошим (при температуре 39℃ и выше может читать книги, играть в шахматы, смотреть телевизор). Отсутствуют и другие признаки общей интоксикации. Не угрожает жизни больного, даже без этиотропного лечения она заканчивается выздоровлением. Все группы лимфоузлов умеренно увеличены, некоторые чувствительны. К концу первой недели — увеличение печени и селезёнки. При исследовании крови лейкопения, СОЭ не повышена. Главным отличием является отсутствие очаговых изменений (метастазов). Без антибиотикотерапии длительность лихорадки — 3—4 недели и более.
Хронические формы иногда развиваются сразу, минуя острую, иногда спустя время после остросептической формы. По клинике первично-хроническая метастатическая и вторично-хроническая метастатическая формы не различаются. Отличие — наличие или отсутствие остросептической формы в анамнезе. Клиника: длительная субфебрильная температура, слабость, повышенная раздражительность, плохой сон, нарушение аппетита, снижение работоспособности. Генерализованная лимфаденопатия, лимфоузлы мягкие, чувствительные или болезненные при пальпации, отмечаются мелкие очень плотные безболезненные склерозированные лимфоузлы (0,5—0,7 см в диаметре). Увеличение печени и селезёнки. На этом фоне выявляются органные поражения, наиболее часто со стороны опорно-двигательного аппарата, затем идут нервная и половая системы. Боли в мышцах и суставах, преимущественно в крупных, полиартрит, при новом обострении появляются другие по локализации метастазы. Периартрит, параартрит, бурситы, экзостозы, не отмечается остеопорозов. Суставы опухают, подвижность в них ограничена, кожа над ними нормальной окраски. Нарушение подвижности и деформация обусловлены разрастанием костной ткани. Поражается позвоночник, чаще в поясничном отделе. Типичны сакроилеиты (симптом Эриксена: больного укладывают на стол на спину или на бок и производят давление на гребень верхней подвздошной кости при положении на боку или сдавливают обеими руками передние верхние гребни подвздошных костей в положении на спине. При одностороннем сакроилеите боли на поражённой стороне, при двухстороннем — боли в крестце с двух сторон). Симптом Нахласа: больного укладывают на стол лицом вниз и сгибают ноги в коленных суставах. При подъёме конечности боль в поражённом крестцово-подвздошном сочленении. Симптом Ларрея: больного укладывают на стол на спине, врач берётся обеими руками за выступы крыльев подвздошных костей и растягивает их в стороны, при этом появляется боль в поражённой стороне (при одностороннем сакроилеите). Симптом Джона-Бера: больной в положении на спине, при давлении на лонное сочленение перпендикулярно вниз возникает боль в крестцово-подвздошном сочленении.
Миозиты — боли в поражённых мышцах. Боли тупые, продолжительные, интенсивность их связана с изменениями погоды. При пальпации определяются более болезненные участки, а в толще мышц прощупываются болезненные уплотнения различной формы и размеров. Фиброзиты (целлюлиты) в подкожной клетчатке на голенях, предплечьях, спине и пояснице. Размеры от 5—10 мм до 3—4 см мягкие овальные образования, болезненные или чувствительные. В дальнейшем они уменьшаются, могут полностью рассосаться или склерозируются и остаются на длительное время в виде небольших плотных образований, безболезненных.
Поражение нервной системы: невриты, полиневриты, радикулиты. Поражение центральной нервной системы (миелиты, менингиты, энцефалиты, менингоэнцефалиты) редко, протекают длительно и тяжело.
Изменения половой системы у мужчин — орхиты, эпидидимиты, снижение половой функции. У женщин сальпингиты, метриты, эндометриты. Возникает аменорея, может развиться бесплодие. У беременных женщин часто возникают аборты, мертворождения, преждевременные роды, врождённый бруцеллёз у детей.
Вторично-хроническая форма протекает так же.
Вторично-латентная форма отличается от первично-латентной тем, что она чаще переходит в манифестные формы (рецидивирует).

## Формы течения
- острая — до 3 месяцев;
- подострая — 3—6 месяцев;
- хроническая — более 6 месяцев.

## Диагностика
- Данные анамнеза: контакт с животными, употребление в пищу термически необработанных продуктов животноводства, специальность больного, эндемические очаги.
- Клиническая картина.
- Лабораторный диагноз:
  - посев крови на питательные среды положителен в 50—70 % случаев у больных бруцеллёзом:
  - реакция Райта — положительна на 10-й день;
  - реакция Кумбса — диагноз хронического бруцеллёза;
  - 2-меркаптоэтанол-аглютинитовый тест;
  - реакция Хеддлсона;
  - кожная проба Бюрне;
  - реакция связывания комплемента;
  - иммуноферментный анализ;
  - реакция иммунодиффузии;
  - роз бенгал проба;
  - выявление ДНК Brucella spp. методами амплификации нуклеиновых кислот (ПЦР).

## Прогноз
Бруцеллёз редко становится причиной смерти. Даже до появления антибиотиков смертность при нём не превышала 2 % и была в основном обусловлена эндокардитом. Однако бруцеллёз нередко заканчивается инвалидностью. Тяжесть остаточных дефектов зависит от вида возбудителя. Самые тяжёлые последствия оставляет бруцеллёз, вызванный Brucella melitensis. Одна из причин инвалидности — неврологические расстройства, в том числе поражение спинного мозга и параплегия. Описана нейросенсорная тугоухость как осложнение менингоэнцефалита и лечения стрептомицином.

## Лечение
Антибиотикотерапия: два, три препарата из следующих: тетрациклин, стрептомицин, доксициклин, рифампицин, гентамицин — только при остром бруцеллёзе, в сочетании с препаратами, проникающими внутриклеточно, бисептол, нетилмицин. Наиболее эффективны в лечении бруцеллёза у людей фторхинолоны (ципрофлоксацин, норфлоксацин, офлоксацин), самый эффективный из них — флероксацин.
Противовоспалительные препараты (индометацин, бруфен).
Дезинтоксикационная терапия (метионин, аденазинтрифосфат).
Антигистаминные препараты.
Витаминотерапия (B6, B12).
Иммунотерапия (дибазол, пентоксил, тималин).
Возможные схемы:
- Доксициклин 45 дней + стрептомицин или гентамицин 14 дней
- Доксициклин + нетилмицин (некоторыми авторами упоминается как самая результативная схема)
- Доксициклин + рифампицин
- Фторхинолоны + Доксициклин, или нетилмицин, или рифампицин
- Фторхинолоны в монотерапии
- Триметоприм/Сульфаметоксазол (бисептол) + рифампицин

Бруцеллёз переходит в хроническую форму в 37—80 % случаев, особенно при несвоевременном или неадекватном лечении.

## Профилактика
- Пастеризация или кипячение молока.
- Ветеринарный надзор за животными.
- Санитарно-гигиеническое просвещение населения, работающего с животными или их продуктами.
- Профилактические прививки у лиц высокой группы риска (короткий период действия — около 2 лет).

Массовые профилактические прививки животных не дали ожидаемого результата.

## Историческая справка
Болезнь известна со времён Гиппократа (вероятно, намного раньше — в одном из некрополей египетской Саккары археологи из Италии обнаружили заражённый бруцеллёзом сыр, изготовленный из козьего, овечьего и коровьего молока в период между 1290 и 1213 годами до н. э.). В XVIII веке её часто описывали под названиями мальтийской, критской, средиземноморской, ундулирующей лихорадки (febris undulans). Мальтийская лихорадка впервые привлекла пристальное внимание медицинской службы вооруженных сил Великобритании в 1850-х годах на Мальте во время Крымской войны (отсюда одно из названий: "мальтийская лихорадка"). В 1861 году Джеффри Аллен Марстон (1831–1911) дал подробное клиническое описание заболевания, выделив ее в самостоятельную нозологию.  В 1887 году английскому врачу Дэвиду Брюсу удалось получить культуру возбудителя, которого он назвал Micrococcus melitensis (мальтийский микрококк), выделив его из селезенки погибшего на Мальте солдата. Источником инфекции для людей оказались козы.
Следующим крупным этапом в изучении бруцеллеза является исследование Райта и Семпла, которые в 1897 г. выявили специфическую реакцию агглютинации при заболевании мальтийской лихорадкой. Это открытие легло в основу серологической диагностики бруцеллеза в будущем (реакция Райта).
В отечественной литературе впервые подробно дана клиническая характеристика заболевания, описаны пути терапии и профилактики бруцеллеза (в том числе у детей) в монографии академика Академии медицинских наук СССР, советского педиатра Соколовой-Пономаревой О.Д.